# 甄姓
甄姓是中國古老的姓氏之一，在《百家姓》中排第205位。

## 起源
据《元和姓纂》记载，甄姓的鼻祖是仲甄，上古时主要为虞、舜做陶器，而烧陶的地方很快形成一个城邑，叫鄄城（山东鄄城，古代甄、鄄通用）。

## 郡望
- 中山郡：今河北省正定县。

## 堂号
- 还金堂：
- 中山堂：因为甄氏的郡望为中山郡，因此得此堂号。
- 舜河堂：甄舜河堂的网站: http://ginsunhall.org/ （页面存档备份，存于）

## 延伸阅读
[在维基数据编辑]
 《百家姓》
 《欽定古今圖書集成·明倫彙編·氏族典·甄姓部》，出自陈梦雷《古今圖書集成》